# Ophiostoma ulmi
Espèce
Synonymes
- Ceratocystis ulmi (Buisman) C. Moreau (1952)

Ophiostoma ulmi, sensu lato, est l'espèce de champignons qui cause la graphiose de l'orme. Les vecteurs de dispersion du champignon sont les insectes de la sous-famille Scolytinae (en Europe, Hylurgopinus rufipes, Scolytus scolytus et Scolytus multistriatus).

## Liste des sous-espèces
- Ophiostoma novo-ulmi Brasier, 1991
- Ophiostoma ulmi americana